# トラウスデール郡 (テネシー州)
トラウスデール郡（トラウスデールぐん、英: Trousdale County）は、アメリカ合衆国テネシー州の北部に位置する郡である。2010年国勢調査での人口は7,870人であり、2000年の7,259人から8.4%増加した。郡庁所在地はハーツビル市であり、トラウスデール郡と統合市郡になっている。トラウスデール郡は1870年に設立され、郡名は米墨戦争のときに准将、テネシー州知事（在任1849年-1851年）、駐ブラジルアメリカ合衆国大使（在任1853年-1857年）を務めたウィリアム・トラウスデールに因んで名付けられた。
トラウスデール郡は、ナッシュビル・ダビッドソン・マーフリーズボロ・フランクリン大都市圏に属している。ただし、ナッシュビル都市圏のベッドタウンの広がりからは外れている。農業と家畜の飼育が典型的な田園部である。

## 地理
アメリカ合衆国国勢調査局に拠れば、郡域全面積は117平方マイル (303 km2)であり、このうち陸地114平方マイル (295 km2)、水域は2平方マイル (5.2 km2)で水域率は2.06%である。

### 隣接する郡
- メイコン郡 - 北
- スミス郡 - 東
- ウィルソン郡 - 南
- サムナー郡 - 西

## 人口動態

人口ピラミッド

以下は2000年の国勢調査による人口統計データである。
| 基礎データ - 人口: 7,259人 - 世帯数: 2,780 世帯 - 家族数: 2,034 家族 - 人口密度: 25人/km2（64人/mi2） - 住居数: 3,095軒 - 住居密度: 10軒/km2（27軒/mi2） 人種別人口構成 - 白人: 86.57% - アフリカン・アメリカン: 11.35% - ネイティブ・アメリカン: 0.23% - アジア人: 0.11% - 太平洋諸島系: 0.03% - その他の人種: 0.99% - 混血: 0.72% - ヒスパニック・ラテン系: 1.52% | 年齢別人口構成 - 18歳未満: 24.2% - 18-24歳: 8.5% - 25-44歳: 28.1% - 45-64歳: 24.9% - 65歳以上: 14.3% - 年齢の中央値: 38歳 - 性比（女性100人あたり男性の人口） - 総人口: 96.9 - 18歳以上: 92.4 世帯と家族（対世帯数） - 18歳未満の子供がいる: 31.9% - 結婚・同居している夫婦: 58.3% - 未婚・離婚・死別女性が世帯主: 11.3% - 非家族世帯: 26.8% - 単身世帯: 23.0% - 65歳以上の老人1人暮らし: 10.3% - 平均構成人数 - 世帯: 2.55人 - 家族: 2.99人 | 収入と家計 - 収入の中央値 - 世帯: 32,212米ドル - 家族: 37,401米ドル - 性別 - 男性: 27,466米ドル - 女性: 21,207米ドル - 人口1人あたり収入: 15,838米ドル - 貧困線以下 - 対人口: 13.4% - 対家族数: 9.7% - 18歳未満: 14.0% - 65歳以上: 20.0% |

## 都市と町
ハーツビル - 郡庁所在地

### 未編入の町
| - バーセリア - ビーチグローブ - カトー - グレイブヒル | - ホールタウン - キングス - プロビデンス - ピュリアーズベンド | - シャディグローブ - テンプロー - ウォルナットグローブ - ウィラード |